# North Hollywood
North Hollywood este un cartier în San Fernando Valley din regiunea orașului Los Angeles, California, de-a lungul Tujunga Wash. Aici este sediul la NoHo Arts District, Los Angeles.

## Personalități născute aici
- Corbin Bernsen (n. 1954), actor, regizor.